# Pølsevogn

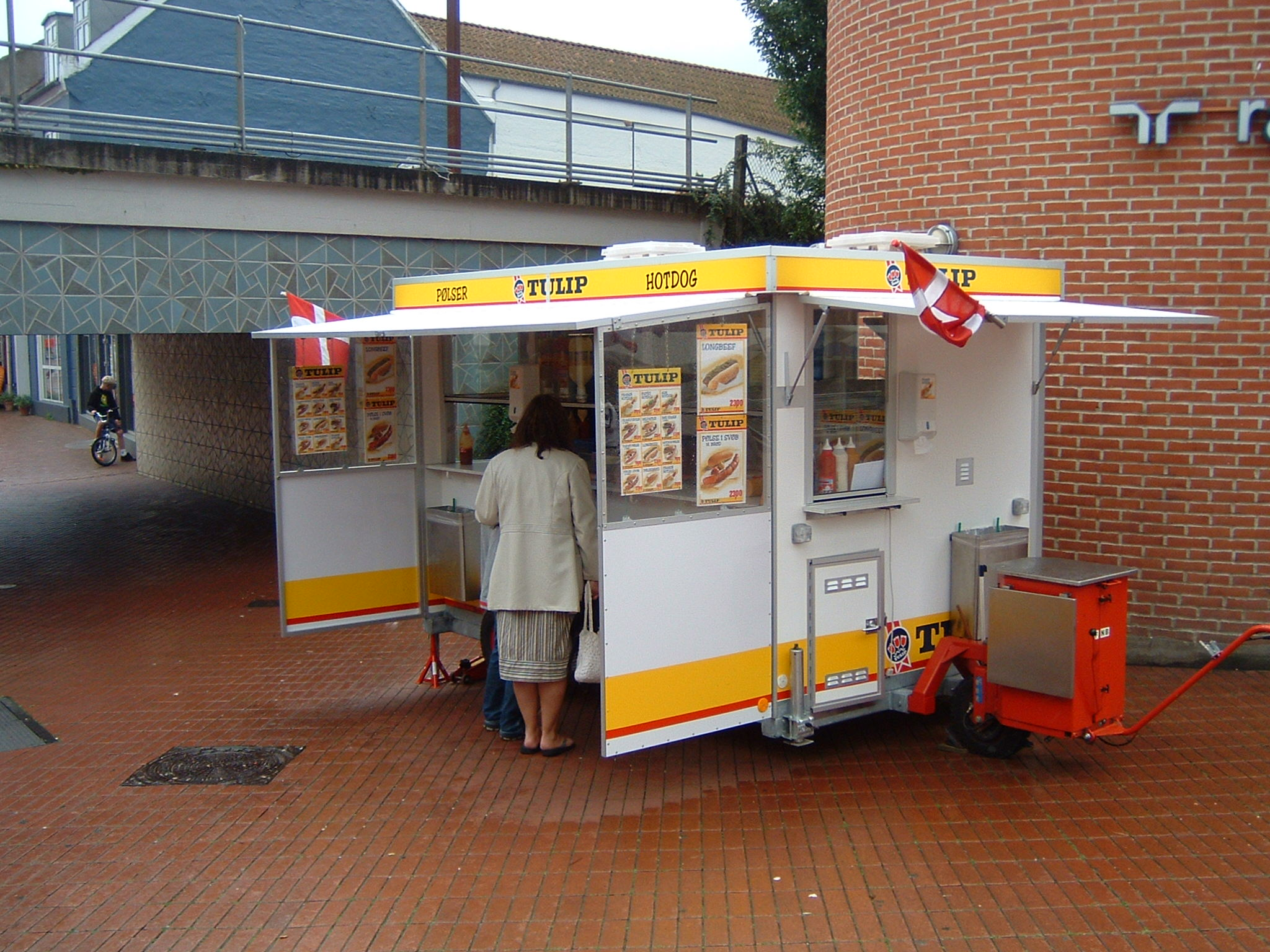
Um pølsevogn no centro da cidade de Kolding.

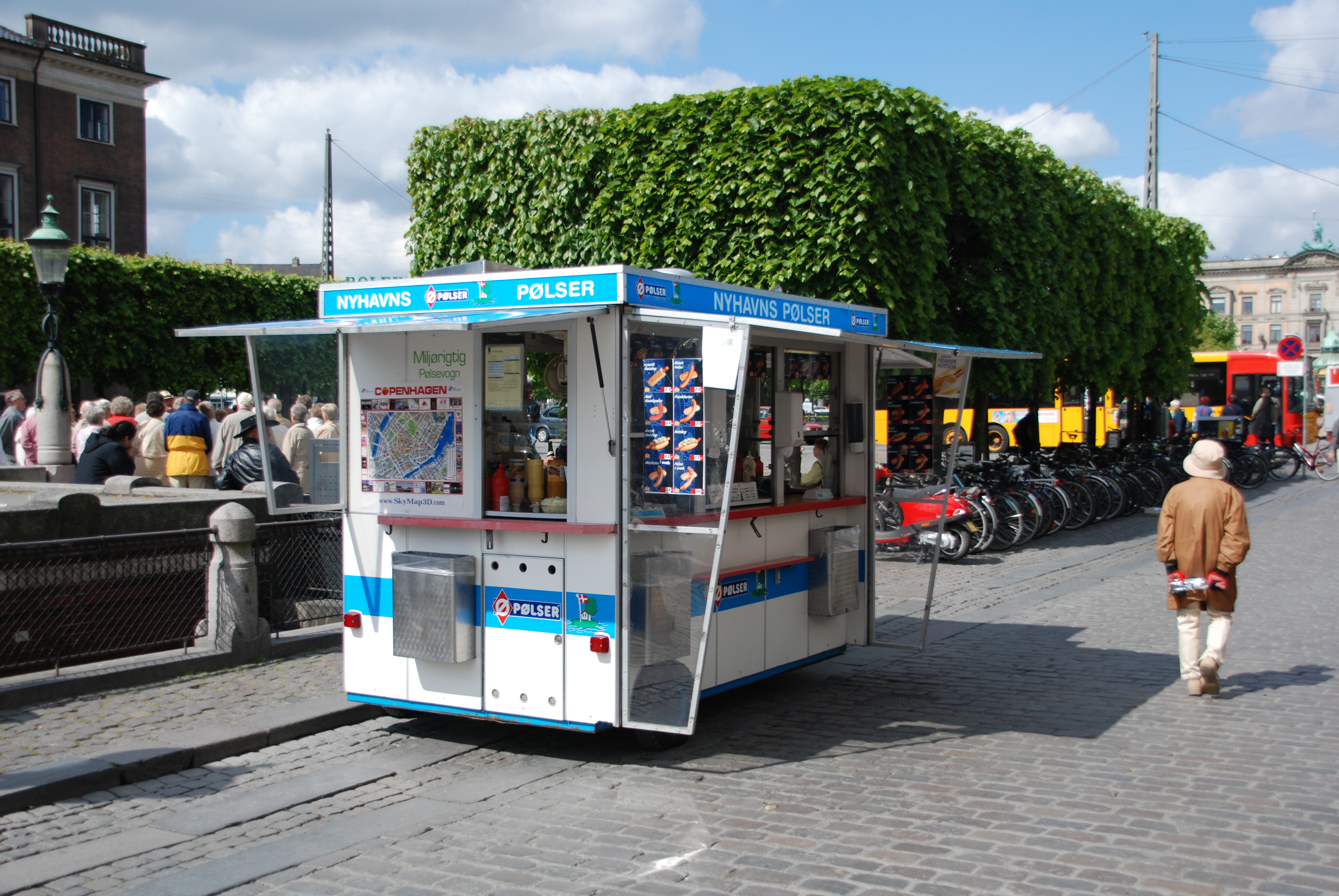
Um pølsevogn em Copenhaga.

Pølsevogn é a designação dos postos venda de cachorros-quentes da Dinamarca. Em dinamarquês, significa literalmente "vagão de salsichas".
Podem ser encontrados actualmente na maior parte das áreas urbanas das cidades grandes da Dinamarca e também em jardins. São essencialmente carros motorizados, com uma pessoa dentro preparando os cachorros quentes. São completamente autónomos no que diz respeito a alimentação eléctrica e a abastecimento de água. Podem deslocar-se para longe do local de venda com o seu próprio motor, após encerrarem por volta das 19 horas.
A comida dos vagões de salsichas é tão popular entre os turistas estrangeiros como entre os dinamarqueses. Um facto notável destes postos de venda é serem uma montra do espectro dinamarquês de molhos, nos quais se inclui o remoulade.
Estes vagões existem desde 18 de Fevereiro de 1921. Nos anos 70, existiam cerca de 700 vagões na Dinamarca, mas hoje são apenas um pouco mais que cem. Antigamente, os vagões eram explorados por comerciantes individuais. Actualmente, a maior parte deles pertence à marca Steff Houlberg, detida pela empresa dinamarquesa Tulip, que fabrica salsichas, para além de outros produtos de carne.

## História
O primeiro pølsevogn foi aberto em Copenhaga por Charles Svendsen Stevns, em 18 de Fevereiro de 1921. Este havia pedido, em 1910, autorização à comuna local para vender salsichas nas ruas, mas não viria a obter sucesso. Nessa altura, as autoridades receavam que as ruas não fossem o local mais apropriado para se comer, temendo que ficassem sujas.
Após a abertura dos primeiros vagões, os habitantes de Copenhaga revelaram-se grandes entusiastas do consumo de salsichas. Os pequenos vagões iniciais acabariam por evoluir para os maiores e motorizados que se vêem hoje. Em Århus, em 1917, houve também uma tentativa de abrir um vagão de salsichas, que por pouco não se tornou o primeiro.
A discussão política sobre os vagões continuou até 1931, ano em que as primeiras licensas oficiais foram outorgadas. Entretanto, em Aalborg e Odense, eram já vendidas salsichas em pães pequenos, desde 1922 e 1926, respectivamente. Após a legalização, os vagões de salsichas espalharam-se de Copenhaga para o resto da Dinamarca.
Muitos dos vagões de hoje têm, seguindo gosto dinamarquês, um cardápio com diversos molhos e diversos tipos de salsichas.